# Peter Joppich
Peter Joppich (Koblenz, 1982. december 21. –) világ- és Európa-bajnok, olimpiai bronzérmes német tőrvívó.